# AZS-AWF Gorzów Wielkopolski
KS AZS-AWF Gorzów Wielkopolski – polski wielosekcyjny uczelniany klub sportowy działający przy Zamiejscowym Wydziale Kultury Fizycznej w Gorzowie Wielkopolskim.